# Капуцин білолобий
Капуцин білолобий (Cebus albifrons) — вид приматів з роду Капуцин родини Капуцинові.

## Поширення
Країни проживання: Болівія, Бразилія (Акко, Амазонас, Мату-Гросу, Пара, Рондонія, Рорайма); Колумбія (материк); Еквадор (материк); Перу; Тринідад і Тобаго; Венесуела. Населяє сухі, листяні ліси на півночі ареалу, тропічні низовинні, передгірні й дощові тропічні ліси, сезонно затоплювані ліси, і саванові ліси. 

## Морфологія
Розмір: Дорослі самці 1.7 кг-3.3 кг (в середньому 2,48 кг); дорослі самиці: 1,4-2,3 кг (в середньому 1,8 кг). Голова невелика, тулуб стрункий з довгими вузькими кінцівками. Загалом вони світло-коричневі на спині з світлішим низом, часто у відтінках жовтого і червоного. Спинна шерсть довга і м'яка, що контрастує з коротким і грубим хутром черева. Верхівка голови має круглу, темну пляму. Самиці можуть мати жмут волосся спереду цеї плями. Обличчя вкрите рідкісним, блідим волоссям, під яким видно персикового кольору плоть. Тонка біла смуга оточує обличчя. Смуга, трохи темніша, ніж колір тіла, йде паралельно хребту. Кінцівки від жовтого до червоно-коричневого кольору. Самці більші за самиць, хвіст самця може бути світлішим на кінчику. Сезонні зміни кольору хутра можуть відбуватися: в сухий сезон, шерсть в цілому блідіша, в сезон дощів темніша.

## Стиль життя
Вид плодоїдно-комахоїдний, деревний. Середній розмір групи для виду є 19,8 особи з кількістю самців приблизно такою ж що й кількість самиць. Обидві статі займають лінійні ієрархії, з домінантними самцями.

Як і в інших видів роду, C. albifrons здається, не має сезону розмноження, хоча більшість пологів може відбуватися в сухий сезон. Самиця народжує одне дитинча кожні 1—2 років; період вагітності: 150—160 днів. Якщо немовля вмирає незабаром після народження, самиця спаровується у наступному сезоні розмноження, але якщо дитина живе, самиця бере додатковий рік для того, щоб піклуватися про немовля.

## Загрози та охорона
Серйозною загрозою для цього виду є полювання в поєднанні з втратою і фрагментацією лісів. Цей вид занесений в Додаток II СІТЕС. Проживає у багатьох ПОТ.